# Nakahara-ku
Nakahara-ku (中原区?) è uno dei sette quartieri amministrativi della città di Kawasaki, in Giappone.